# Wii Sports
『Wii Sports』（ウィー・スポーツ）は、任天堂開発・発売のWii専用ゲームソフト。
『Minecraft』『グランド・セフト・オートV』『テトリス (エレクトロニック・アーツ)』に次ぐ、世界で4番目に売れたゲームソフトである。

## 概要

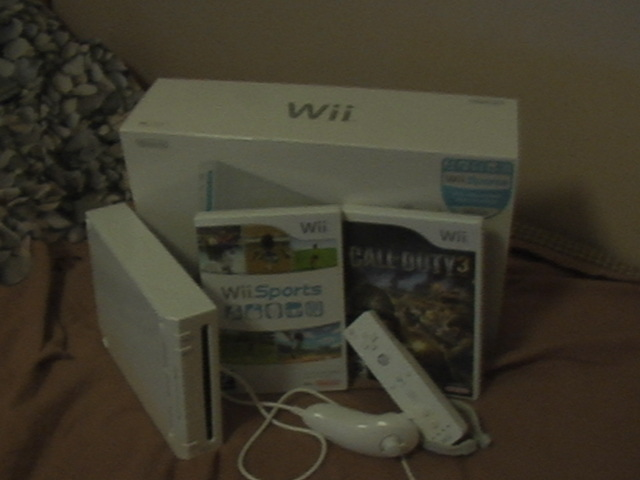
Wiiと『Wii Sports』（右は日本未発売のWii版『コール オブ デューティ3』）。

全世界のWii本体と同日に発売された唯一の任天堂のゲームソフトである。Wiiリモコンの特徴を生かして、「テニス」「ベースボール」「ゴルフ」「ボウリング」「ボクシング」の5種類のスポーツを実際の競技に近い動きでプレイすることが出来る。全てのジャンルで複数人の対戦が可能である。『似顔絵チャンネル』で作成したMiiに対応しており、登録したMiiを自分のプレイヤーとして使用することができる。
『はじめてのWii』と共に老若男女を問わず楽しむことができるソフトウェア群の総称である「Touch! Generations」のWii用ソフト第1弾である。北米や欧州ではすべてのWii本体セットにWii Sportsが同梱される。発売から約二ヶ月という早さでWiiソフト初の国内売上本数ミリオンを達成した。また、同じくWiiソフトで初めてダブルミリオンも達成している。2007年文化庁メディア芸術祭エンターテインメント部門大賞受賞。『モンスターハンターポータブル 2nd』と共に日本ゲーム大賞2007年度大賞受賞。
日本のゲーム史上、最も売れているスポーツゲームであり、2018年9月末までの全世界での販売本数は8,286万本と、同社の『スーパーマリオブラザーズ』の記録であった4,024万本を超えている。ただし欧米では『Wii Sports』のソフト単体での販売ではなく、Wii本体と必ず同梱されて販売しているため「Wiiの売り上げ=Wii Sportsの売り上げ」であるという点が影響しており、単純な比較は出来ない。
2009年6月25日にはシリーズ第2作として『Wii Sports Resort』がWiiにて発売された。
2013年10月30日には、本作品のリメイク版『Wii Sports Club』がWii Uのダウンロード専用ソフトとして発売された。また、2014年7月17日にはパッケージ版も発売された。
2022年4月29日にはシリーズ第3作として『Nintendo Switch Sports』がNintendo Switchにて発売された。

### Wiiリモコンの活用
どの競技も、実際にその競技を行うのに出来るだけ近い形で体を動かすようにデザインされている。その動きにあわせ音（スイングやインパクト音）や振動でのフィードバックが行われる。

## 収録スポーツ
どのスポーツにもMiiごとに「熟練度」というパラメータがあり、対COM戦の結果により増減する。基本的には試合に勝つことにより上がるが、値の低いうちは負けても上がることがある。逆に、値が高くなると勝っても試合内容次第で下がることもある。熟練度が上がるにつれて対戦するCOMプレイヤーの熟練度も高くなっていく（最高で熟練度2000）。熟練度が高くなるほどCOMの強さも上がる。この熟練度が1000ポイントを超えると「プロ」の称号が付く。グラフの表示では上限が2000ポイント強までとなっているが、実際にはそれを超えることも可能である。

### テニス
Wiiリモコンをテニスのラケットに見立て、ボールを打ち合う。ルールは実際のテニスのダブルスとほぼ同じ（シングルスはできない）。最大3ゲーム先取で勝ちとなる。
最初は前衛も後衛も両方操作する（Wiiリモコンを振ると、前衛と後衛の二人が同時にラケットを振る）設定になっているが、どちらかをCOMプレイヤーにしたり、逆に4人全員を自分またはCOMにすることもできる。ポジション移動は自動的に行われ、プレイヤーはWiiリモコンを振ってボールを打つだけ、という簡単な操作になっているが、細かい操作も可能（スイングのタイミングによる左右の打ち分けや、手首のひねりによりトップスピン、スライスの使い分け、ロブを打ち上げる等）。また、サーブを打つ前にトスを上げるが、この時一番高い打点でボールを打つと高速サーブになる。
対戦は4人までで、人数分のWiiリモコンが必要。対戦時は画面が左右に分割される。
熟練度はもう片方のコートにCOMのみがいる場合のみ上げ下げがされる。
周りに人がいないかを確認する画面から2ボタンを押し続けると芝コートが青のハードコートになる。

### ベースボール
Wiiリモコンをバットやボールに見立て、試合を行う。守備と走塁は自動で行われる。ひとりがバッター、もうひとりがピッチャーという構成で3イニングの対戦をするが、点差が5点以上開いてしまうとコールドゲームとなり、強制的にゲームセットとなる。ピッチングとバッティング以外の操作はないため、実際の野球よりも野球盤に近い。四球、ファール、フライ、ヒット、ツーベースヒット、スリーベースヒット、ホームラン、場外ホームランなど打球の種類はかなりある。
ピッチングはWiiリモコンを振るだけで行われるが、ボタンの組み合わせで外角、内角に投げ分けたり、ストレート・シュート・カーブ・フォークの4種類の変化球を投げたりでき、球速はWiiリモコンを振るのが速いほど速くなる（プレイヤーの最大球速はストレートが153km、他の3つは140㎞が上限）。ただし熟練度が低いと操作に関係なく変化球や球速のミスをすることがある。男性のMiiはオーバースロー、女性のMiiはアンダースローがデフォルトとなっているが、投球の前にWiiリモコンの2ボタンを押しておくことで逆を投げることもできる（1ボタンを押せば元に戻る）。
バッティングはタイミングを合わせてWiiリモコンを振る。Wiiリモコンを横にすることでバントができるが、ゲームの性質上（0アウトまたは1アウトのとき）ランナーがいる場面でバントをしてもランナーを次の塁に進めることはできず、アウトカウントがひとつ増えるだけである。
プレイヤー側のチームメンバーは本体の似顔絵チャンネルに保存されているMiiからランダムに選ばれ、数が足りない場合はCPUのMiiが補完される。プレイヤーのチームメンバーの立つ打席は自分のMiiと同じ位置に固定されるようになっており（右打ちの場合は全員が右打席に、左打ちの場合は全員が左打席に立つ）、同じチーム内での個々の右打ち・左打ちの使い分けはできない（CPUのチームは選手ごとに打席が分かれている）。
対戦は2人までで、その場合はWiiリモコンが2つ必要である。対戦時は常に打席側からの視点となるが、背景のバックスクリーンがピッチャー視点の映像に変わる。

### ボウリング
Wiiリモコンをボールに見立て、実際と同じく10ターン分プレイする。振る強さ、ひねり具合、Bボタンを離すタイミングで様々な変化球が投げられる。
対戦は4人まで可能だが、Wiiリモコンの数はそれ以下でもよい（その場合は投順ごとリモコンを使い回す）。
周りに人がいないかを確認する画面が出ているときにWiiリモコンの十字キーのいずれかの方向を押しっぱなしにすると、その方向に対応した色のボールが使える。また、「プロ」になるとボールに星のマークが付く。

### ゴルフ
Wiiリモコンをゴルフクラブに見立て3ホールないし9ホールをプレイする。選択したゴルフクラブおよび振る強さによって飛距離が変わるが、強く振りすぎるとミスショットになる。難易度選択を設定した後2ボタンを押しているとマップや風方向などのHUDが消え、難易度が上昇する。
対戦は4人まで可能だが、Wiiリモコンの数はそれ以下でもよい（その場合は打順ごとリモコンを使い回す）。

### ボクシング
Wiiリモコンとヌンチャクを両手に持ち、実際のボクシングと同じような動作をすることで、キャラクターがそれに応じた動作をする（たとえば、手を突き出すようにすれば、ストレートやフック、アッパーを繰り出す。両手で顔面や腹部を覆えばガードができる）。相手のパンチに合わせて威力の高いカウンターを放つことも可能。
熟練度が一定の値に達すると、対戦相手にマットトレーナーが登場する。彼に勝利したあと周りに人がいないかを確認する画面で1ボタンを押しっぱなしにすると、彼が使用していたものと同じ白いグローブが使える。対戦は2人までで、Wiiリモコンとヌンチャクが2個必要である。

## トレーニング
各スポーツに3種類ずつ、トレーニング（ミニゲーム）が存在する。それぞれスコアに応じて銅・銀・金・プラチナの4段階のメダルが与えられ、Wii伝言板に取得日が記録される。

### テニス
連続リターン
相手コートから飛んでくるボールを次々と打ち返すトレーニング。アウトになるまでにリターンに成功した回数が得点となる。成功回数が増えるとトリッキーなボールが飛んでくるようになる。
ねらい打ち
相手コートのベースライン上を左右に動くオレンジ色の枠内に打ち返すトレーニング。ミスするまで連続で枠内に打ち返せた回数が得点となる。枠はだんだん狭くなっていく。
かべ打ち
壁のターゲットマークに向かってボールを打つトレーニング。こちらに2バウンドするか壁の向こうにボールが行ってしまうとミスで、それまでに当てたターゲットの個数が得点となる。ターゲットの位置は少しずつ変化する。ターゲット以外の部分の壁にボールを当てると壁のブロックがだんだん黒くなっていき、5回程度当てると崩れて穴が空いてしまう（ここにボールが入ってもミスになる）。

### ベースボール
ホームラン
ホームランを打つトレーニング。10球中でホームランを打った回数と飛距離の合計が得点となる。場外ホームランは高得点。
打ち分け
指示された方向に打球を飛ばすトレーニング。青色・水色・白色のゾーンが示され、青色のゾーンが最も高得点。10球中の結果（正面4回・引っ張り方向3回・流し方向3回）で得点が決まる。
連続バッティング
連続でボールを打ち返すトレーニング。30球中、フェアゾーンに打ち返した回数が得点となる。フェアゾーンに入りさえすれば良いので、内野ゴロや内野フライのような打球でもヒット扱いとなる。ただしバントではフェアゾーンに転がってもヒットとはならない。後半になると、鋭い変化球や豪速球を投げてくるようになり、緩急の差も大きくなる。

### ボウリング
スペアゲット
あらかじめ配置された数本のピンを一投ですべて倒すトレーニング。全部で20ステージあり、5回失敗するまでにクリアしたステージ数が得点となる。
なぎ倒し
たくさんのピンを一投で倒すトレーニング。全部で10ステージあり、10・15・21・28・36・45・55・66・78・91とピンの数が増えていく。倒したピンの数が得点となるが、ストライクを出すとそのステージの得点は2倍となる。最後の91ピンでは、左右のガーターガードの上にボールを投げ、一番奥までガーターガード上を転がすと「カチッ」という音が鳴ったあと「ドンッ」という音が鳴り、ピンがすべて倒れるという仕様がある。
かべよけ
レーン上にある障害物（壁）を避けてピンを倒すトレーニング（ピンが倒れさえすれば壁に当たってもよい）。全部で20ステージあり、5回失敗するまでにクリアしたステージ数が得点となる。

### ゴルフ
ワンパット
グリーン上からパターで1打でカップに入れるトレーニング。全部で10ステージあり、5回失敗するまでにカップインした回数が得点となる。
ニアピン
ピンのなるべく近くにグリーンオンするトレーニング。全部で10ステージあり、ピンとの距離の合計が記録される。グリーンオンできなかった場合はペナルティとして、ピンとの距離にかかわらず30.0mで記録される。
ターゲット
ピンのなるべく近くに打球を飛ばすトレーニング。ボールの着地地点の点数の合計が記録される。ターゲットは2箇所あり、手前側は中心に近い順に75・50・25点、奥側は100・50・25・10点となっている。10回の合計点が得点となる。後半になるにつれて風がだんだん強くなっていく。

### ボクシング
サンドバッグ
サンドバッグを殴り飛ばすトレーニング。サンドバッグには体力ゲージが表示されており、体力をゼロにするとサンドバッグは消え、次のサンドバッグが現れる。1分間で倒したサンドバッグの個数が得点となる。
球よけ
トレーナーの投げてくるテニスボールを避けるトレーニング。次々と飛んでくる玉をかわすことが出来れば1点、体に当たってしまうと-1点となり、1分間の合計点が得点となる。
ミット打ち
トレーナーの持っているミットにパンチを当てるトレーニング。ミットを殴ると1点、トレーナーを殴ってしまうと-1点となり、1分間の合計点が得点となる。

## 体力測定
トレーニングの中からランダムで選ばれる3種目を行い、その結果が20歳から80歳の体力年齢として判定される。Mii1人につき、1日1度だけ測定が可能。

## その他
- テニス、野球、ボクシングにはそれぞれチャンピオンがおり、テニスはエリーザプロ（トレーニングにも登場）、野球はさくらプロ、ボクシングはマットプロ（トレーニングにも登場したトレーナー）となっている。熟練度が一定量になると彼らと対戦でき、勝利するとWii本体にメールが届く。
- 『Wii Fit』のリズムボクシングの背景とボクシングのトレーニングの背景が同じになっている。
- ボクシングでは同時に体力がゼロになると二人ともダウンする。
- 『はじめてのWii』の「あのMiiをさがせ」のステージのなかに、本作のテニスの観客席にそっくりなものがある。
- テニスでプレイヤーを全員CPUにすると、自由にアングルを変えて観戦出来る。
- 本作には過去作品のオマージュと考えられる部分が多少ある。
テニスで同じMiiでダブルスを組むと、二人とも同じ動きをする。
ファミコンソフト『テニス』の二人プレーの裏技。
ボクシングでマットプロに勝利後使えるようになる白いグローブ
ファミコンソフト『パンチアウト!!』の主人公リトル・マックが使用していたグローブ。
ボクシングのデビュー戦で必ず対戦する相手「ライアン」
スーパーファミコンのニンテンドウパワーのソフト『スーパーパンチアウト!!』に登場するアラン・ライアン。ただし顔は似ていない。
ゴルフのホールの概形
ファミコンソフト『ゴルフ』と同じようなホールとなっている。
- パッケージデザインが2種類存在する。Wiiリモコンジャケットが開発される以前に生産されたものに関しては、Wiiリモコンだけが描かれていたが、現在は、Wiiリモコンジャケットをつけた状態のWiiリモコンが描かれている。下部にWiiリモコンジャケット装着を促すメッセージが印刷された。北米･欧州版はWiiリモコンではなく5種類のスポーツの様子が描かれている。
- 15種類のトレーニングの全てで金メダルを取得すると、金メダルコンプリートのメッセージがWii伝言板に届く。同様に、全てでプラチナメダルを取得すると、プラチナメダルコンプリートのメッセージがWii伝言板に届く。